# Magnolia mexicana
Magnolia mexicana är en magnoliaväxtart som beskrevs av Dc. Magnolia mexicana ingår i släktet Magnolia och familjen magnoliaväxter. Inga underarter finns listade i Catalogue of Life.